# The Iron Horse
The Iron Horse este un film western mut din 1924. Regizat de John Ford și produs de Fox Film, acesta a reprezentat o piatră de hotar în relația regizorului cu genul western. A devenit primul film important al lui Ford, cu precădere datorită studioului Fox, care a depășit bugetul inițial în încercarea de a dobândi succesul obținut de o altă producție western. În 2011, acest film a fost declarat drept „semnificativ din punct de vedere cultural, istoric sau estetic” de către Biblioteca Congresului Statelor Unite și selectat pentru păstrare în Registrul Național de Film.

## Rezumat
Filmul prezintă construcția primei căi ferate transcontinentale⁠(d) americane. Îi descrie pe imigranți irlandezi, italieni și chinezi, chiar și pe afro-americani, drept bărbații cărora li se datorează ducerea la bun sfârșit a proiectului feroviar. Principalul răufăcător este un om de afaceri lipsit de scrupule, care se deghizează într-un amerindian Cheyenne⁠(d) renegat. Filmul culminează cu scena țintuirii pironului de aur⁠(d) la Promontory Summit⁠(d) la 10 mai 1869.

## Distribuție
- George O'Brien - Davy Brandon
- Madge Bellamy - Miriam Marsh
- Charles Edward Bull - Abraham Lincoln
- Cyril Chadwick - Peter Jesson
- Will Walling - Thomas Marsh
- Francis Powers - Sergentul Slattery
- J. Farrell MacDonald - Caporal Casey
- Jim Welch - Soldatul Schultz / Mackay (menționat- James Welch)
- George Waggner - Col. William F. 'Buffalo Bill' Cody
- Fred Kohler - Deroux / Bauman
- James A. Marcus - Judecătorul Haller (menționat - James Marcus)
- Gladys Hulette - Ruby
- Jean Arthur - Reporterul (uncredited)
- Căpetenia John Big Tree - Căpetenie Cheyenne (nemenționat)
- Jack Padjan - Wild Bill Hickok (nemenționat)

## Producție
Printre figuranții utilizați în scenele din Central Pacific s-au numărat și câțiva bărbați chinezi, foști angajați ai Central Pacific Railroad care contribuiseră la construirea primei căi ferate transcontinentale prin Sierra.
Înaintea acestei scene, o notă din titlu menționează că cele două locomotive utilizate în 1869 sunt folosite și în film, deși acest lucru este fals - ambele locomotive (Union Pacific No. 119⁠(d) și Jupiter⁠(d)) au fost casate înainte de 1910.

## În cultura populară
În decembrie 2011, The Iron Horse a fost selectat pentru a fi inclus în Registrul Național de Film al Bibliotecii Congresului. În alegerea filmului, Registry a susținut că The Iron Horse „a prezentat publicului american și internațional o mitologie nostalgică, elegiacă, care a influențat multe filme western ulterioare”.
Importanța filmului a fost recunoscută de Institutul American de Film în AFI's 10 Top 10 din 2008, unde a fost nominalizat la categoria western.

## Recepție
Filmul are un rating de 78% la Rotten Tomatoes.